# Панфилка (Нелазское сельское поселение)
Панфилка — деревня в Череповецком районе Вологодской области.
Входит в состав Нелазского сельского поселения, с точки зрения административно-территориального деления — в Нелазский сельсовет.
Расстояние по автодороге до районного центра Череповца — 33 км, до центра муниципального образования Шулмы — 9 км. Ближайшие населённые пункты — Патино, Нелазское, Поповка.
По переписи 2002 года население — 41 человек (21 мужчина, 20 женщин). Преобладающая национальность — русские (98 %).